# Moloh
Moloh je socialnozgodovinski roman, ki ga je napisal slovenski pisatelj, novinar, urednik in hmeljar Janko Kač. V vsebini romana se je avtor ukvarjal z zgodbo, ki se je pripetila davnega leta 1866, ko je pogorel nov, še ne dograjen objekt predilnice. Požar naj bi podtaknila žrtev lahkoživega tovarniškega  ravnatelja, ki je od kmeta Dobravca odkupil mlin na Boljski za izgradnjo tekstilne tovarne.
Roman je nastal v 30- ih letih 20. stoletja, v tako imenovanem socialnem realizmu ko se je vedno bolj uveljavljala kmečka proza, ki je kmeta prikazovala s socialno- psihološkega vidika ter upoštevala regionalno pripadnost. In tako kot je pri Prežihovem Vorancu zaživel Korošec izpod Uršlje Gore, pri Mišku Kranjcu Prekmurec…, je Janko Kač v našo prozo dopolnjeval regionalizem z uvedbo Spodnje Savinjske doline.
Moloh je bil prvotno napisan kot roman ki so ga kasneje tudi dramatizirali in večkrat uprizorili. 

## Vsebina
Zgodba sega v poletni večer davnega leta 1838 ko so kmetje, ob vrnitvi iz sejma v Žalcu, vasovali v Borštnarjevi gostilni na Groblji. Med popivanjem v gostilno vstopita gospoda ki zaznamujeta življenje domačinov. Sta namreč poslovneža ki se ukvarjata s tkalstvom. Uhlich je lastnik predilnic in tkalnic v Tržaškem zalivu ter Ajdovščini, Susstrunk pa ravnatelj tržaških pisarn. Pijančevanje tega večera pripelje tako daleč, da je Dobravec za denar pripravljen prodati mlin ob Boljski za gradnjo tovarne. Ugodna lokacija, zemljišče in vodni tok reke vplivajo na uspešno sklenjeno kupčijo. Gradnja se prične, posledično z njo pa propad Dobravčeve družine. 
Prva nesreča se pripeti kmalu po prodaji mlina. Dobravčevo mater Barbaro dogodek tako močno prizadene da zboli za pljučnico in umre. Počasi se v dolgovih znajde tudi sam Dobravec, katerega žena umre po rojstvu hčere Marjetice. Deklica je bila ves čas svojega odraščanja deležna veliko ljubezni in zaščite ponujene s strani očeta Janeza in dedka Matjona, pa vendar za njeno srečo to ni bilo dovolj. Vanjo se namreč zaljubil ravnatelj Susstrunk, ki si jo nekega večera vzame na silo. Čeprav se Marjetica dogodka ne spomni, njeno življenje zaznamuje rojstvo otrok.
Da trpljenja še ni bilo dovolj, v vojski pade življenjska ljubezen Marjetice, sosedov Peskrov Markec. Kmalu za njim, tovarniški delavci zmrznjenega ob poti na domačijo, najdejo Dobravca, žalost ob prodadu nekoč bogate in uspešne Dobravčeve domačije, pa pokoplje tudi dedka Matjona. Tako Marjetica ostane sama s sinom Julčkom ki si ves čas odraščanja želi dela v tovarni. Leta 1866 se mu želja uresniči, mater pa novica prizadene. Odloči se, da bo nesreči ki jo spremlja že vse življenje naredila konec. 
Branje romana me je navdušilo saj sem v vsebini prepoznala omenjene kraje in osebe. Hkrati sem bila zelo presenečna da se lahko po tolikšnem preteku časa zgodovina ponovi, zato se z avtorjevimi besedami zapisane ob koncu romana: "Moloh ki je požrl toliko žrtev, da je na koncu ugonobil samega sebe" še kako strinjam.

## Dramatizacija
Leta 1960 je v režiserskem seminarju na Akademiji za igralsko umetnost v Ljubljani, danes Akademija za gledališče, radio, film in televizijo, nastala dramatizacija romana avtorja Ervina Fritza. Naslov dramskega dela je istoimenski, drama pa je bila prvič uprizorjena v sezoni 1961/62 na odru nekdanjega Kulturnega doma v Preboldu.
Pobudo zanjo je dala Tekstilna tovarna Prebold in avtorju obljubila denarno nagrado. Ker obljubljenega denarja ni bilo, avtor prepove igranje igre vse do leta 1977 ko ga takratna igralska zasedba prosi za ponovno dovoljenje. Po dolgem premisleku Fritz odobri ponovitev igre ki so jo sedaj prenesli na lokacijo Preboldske graščine. 
Zadnje ponovitve Moloha so se odigrale v sezoni 1992/93 na velikem odru Zadružnega doma v Preboldu.

## Ocena
Roman je nastal sedemdeset let po resničnem dogodku zato ga je splošna javnost doživela z bolečimi občutki ki so jih spomnili na dani dogodek. Hkrati so bili njegove izdaje veseli, saj se je z njim ohranila zgodovina Prebolda in Tekstilne tovarne Prebold. 
Čeprav je roman s strani domačega občinstva dobil pohvale, ga strokovnjaki niso pohvalili, prav tako ne nagradili.

## Izdaje
- Slovenski izvirnik iz leta 1936 (COBISS)
- Dramatizacija romana iz leta 1960 (COBISS)